# 723

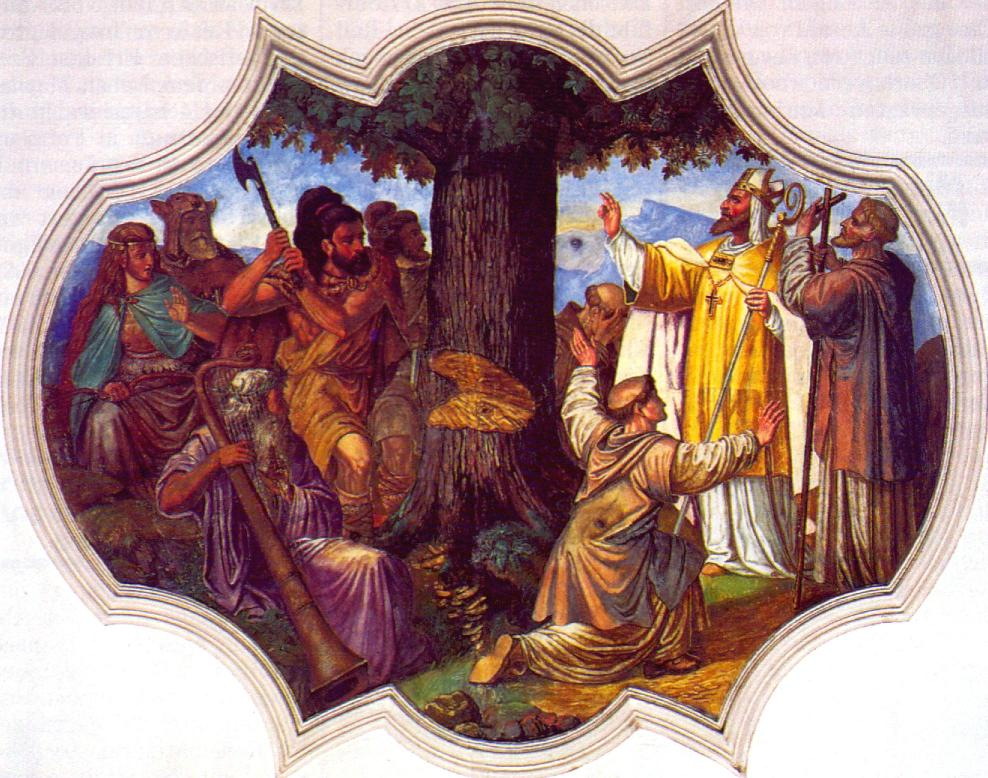
Bonifatius hakt de Donareik om in Hessen

Het jaar 723 is het 23e jaar in de 8e eeuw volgens de christelijke jaartelling.

## Gebeurtenissen

### Europa
- Karel Martel reorganiseert de kerkelijke indeling in Austrasië en schenkt Willibrord het bisdom Utrecht. Begin van het Sticht Utrecht, het gebied waarover de bisschoppen hun macht uitoefenen.
- Paulus (723-727) wordt benoemd tot exarch van Ravenna in Italië.

## Religie
- Bonifatius hakt de heilige Donareik om bij Fritzlar in Hessen. Dit betekent het begin van de kerstening van de lokale Germaanse bevolking in Duitsland. (Dit volgens de hagiografie van Willibald)

## Overleden
- Adalbert I, hertog van de Elzas
- Arnulf van Champagne, hertog van Neustrië